# Beausemblant
Beausemblant ist eine französische Gemeinde im Département Drôme. Beausemblant gehört zum Arrondissement Valence und zum Kanton Saint-Vallier. Die Gemeinde hat 1.453 Einwohner (Stand: 1. Januar 2022), die Belsimiliens genannt werden. 

## Geographie
Beausemblant liegt etwa 70 Kilometer westlich von Grenoble. Umgeben wird Beausemblant von den Nachbargemeinden Albon im Norden, Saint-Uze im Osten und Südosten, Laveyron im Süden und Westen sowie Andancette im Nordwesten.

## Bevölkerungsentwicklung
| Jahr                       | 1911 | 1962 | 1968 | 1975 | 1982 | 1990 | 1999 | 2006 | 2013 |
| -------------------------- | ---- | ---- | ---- | ---- | ---- | ---- | ---- | ---- | ---- |
| Einwohner                  | 742  | 689  | 668  | 649  | 762  | 813  | 984  | 1246 | 1381 |
| Quellen: Cassini und INSEE |      |      |      |      |      |      |      |      |      |

## Sehenswürdigkeiten
- Kirche aus dem 19. Jahrhundert
- Schloss La Sizeranne
- Schloss Beausemblant, 1640 wieder errichtet
- Schloss Le Molard

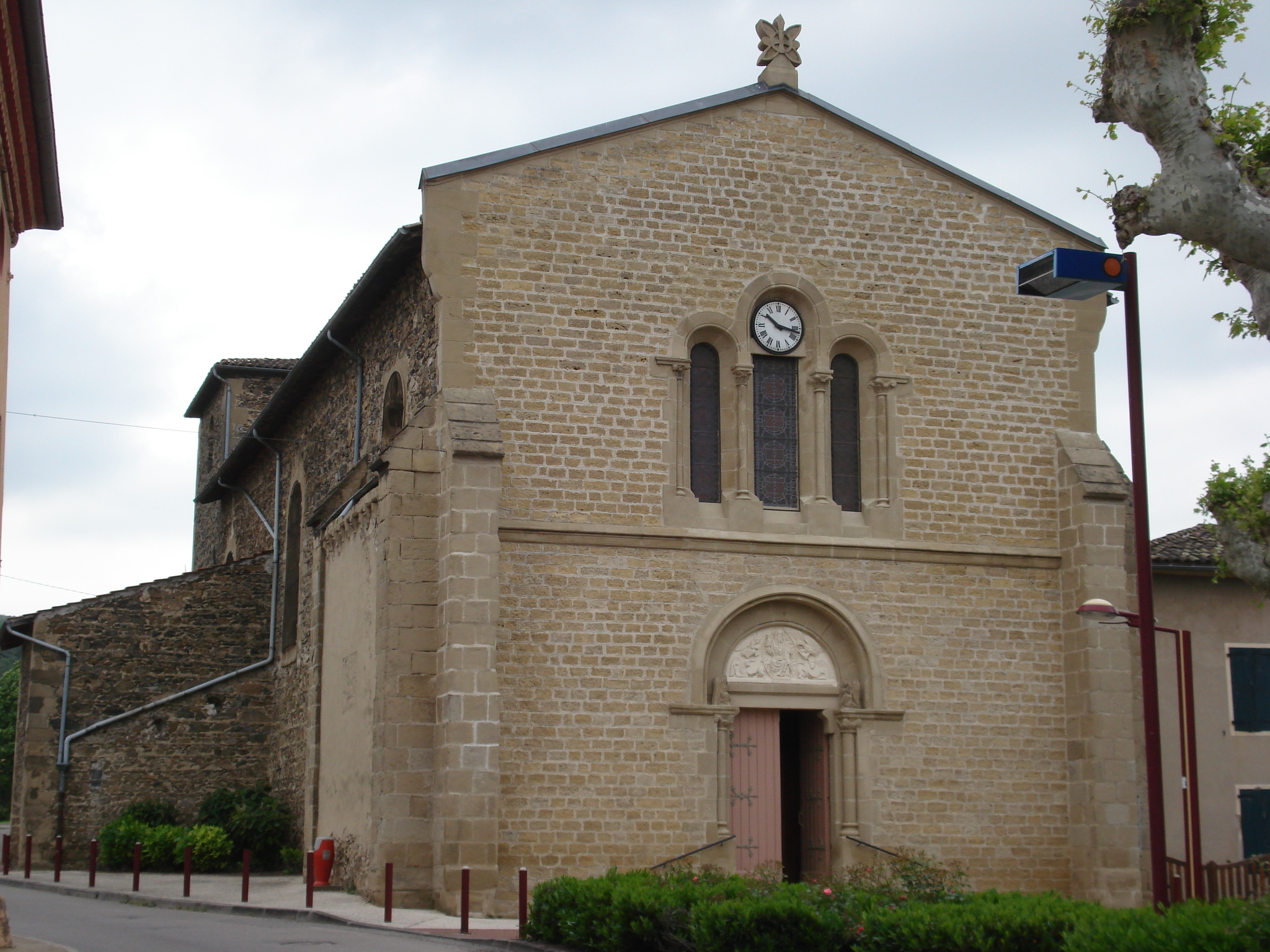
Kirche
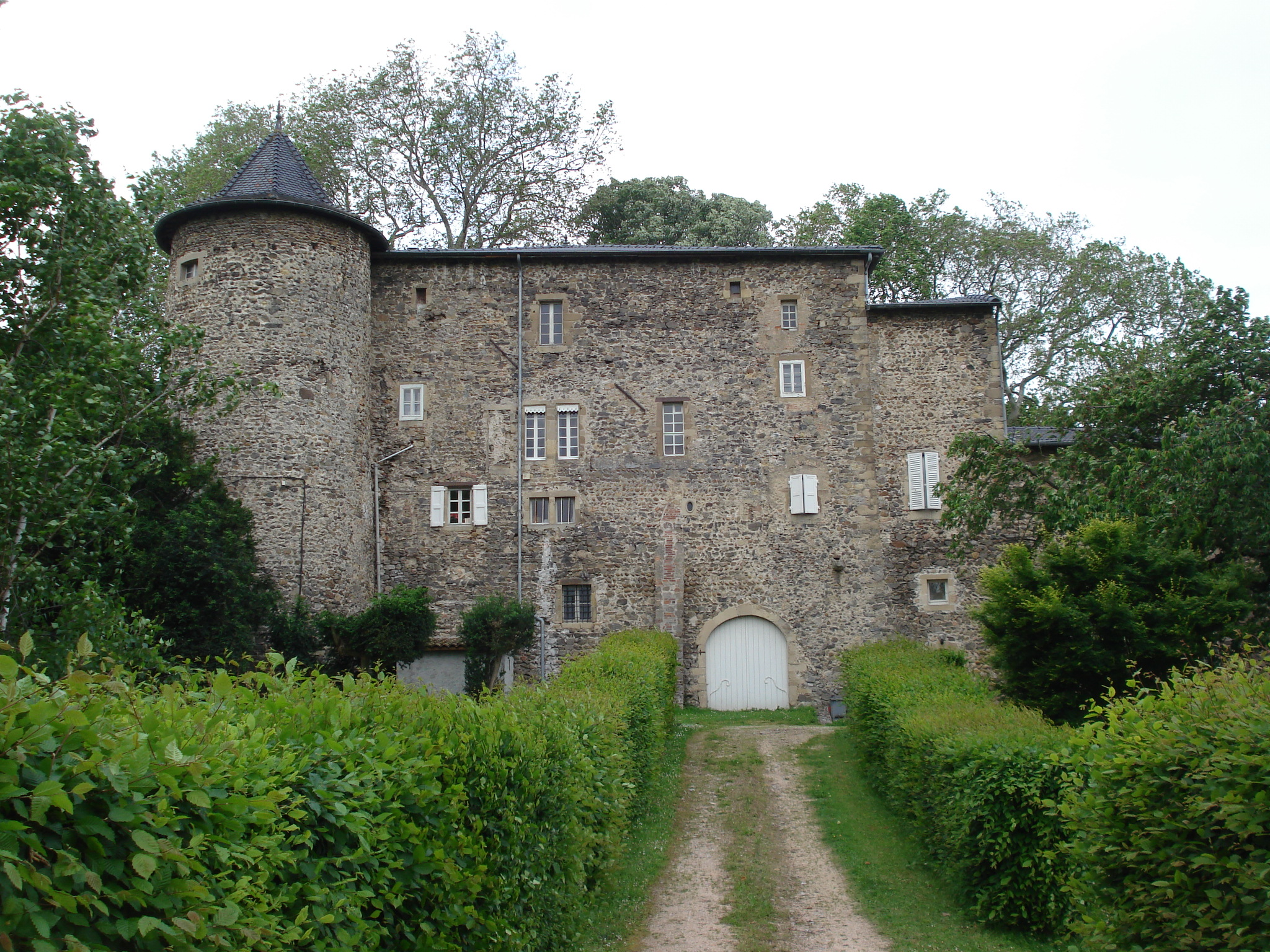
Schloss Le Molard

## Persönlichkeiten
- Barthélemy de Laffemas (1545–1612), Ökonom
- Isaac de Laffemas (1587–1657), Schriftsteller (Sohn von Barthélemy)